# Conquesta de la ciutat de Balànsiya
|  | Aquest article tracta sobre la conquesta de la ciutat de València per Jaume I (s. XIII). Si cerqueu la conquesta de la ciutat de València per Rodrigo Díaz de Vivar (s. XI), vegeu «Setge de Balànsiya (1092-1094)». |

La conquesta de la ciutat de València, anomenada Balànsiya fins a la conquesta, es produí oficialment el 9 d'octubre de 1238 per part de les tropes catalano-aragoneses de Jaume I.

## Antecedents

### El Cid

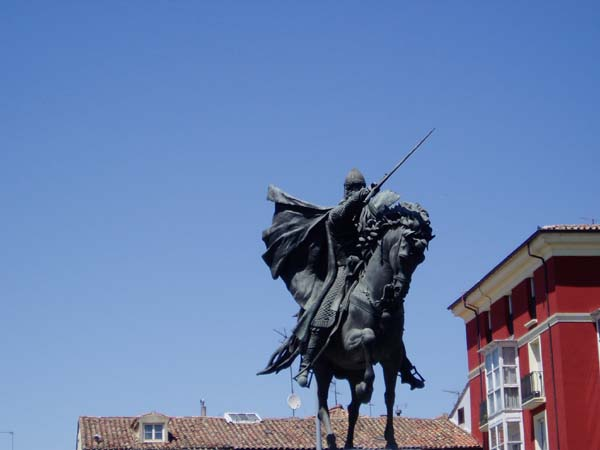
Estàtua del Cid, a Burgos

Del 1010 ençà, València fou capital de la Taifa de València, aconseguint un cert prestigi dins del món islàmic de les ciències i poesia. Però no duraria gaire la pau, ja que el 1094 Rodrigo Díaz de Vivar, El Cid, després d'un setge a Balànsiya, entrà a la ciutat, i així hi va crear el seu propi regne. Oficialment aquesta conquesta es feu en nom del monarca castellà però realment Rodrigo ho va fer independentment d'aquell.
El Cid va morir a València el 10 de juliol de 1099. La seva muller, Ximena Díaz, va aconseguir defensar la ciutat amb l'ajuda del seu gendre Ramon Berenguer III de Barcelona, fins a l'any 1101, en el qual el rei Alfons VI de Castella va ordenar l'evacuació de la ciutat i va caure en poder dels almoràvits al 5 de maig de 1109.

### L'Emirat de Balànsiya
Durant les primeres dècades del segle xiii la ciutat es va fortificar davant de la imminència de l'avanç feudal de la reconquesta dels regnes cristians peninsulars. Les fonts cristianes la descriuen com una urbs populosa, rodejada per una feraç horta. El seu governador, Zayd Abu Zayd, es va fer conèixer com a "Rei de València".
El 1229 Balànsiya havia caigut en poder de Zayyan ibn Mardanix, cabdill local de l'oposició contra els almohades, i el destronat Zayd Abu Zayd havia hagut de fugir cap a l'Aragó, on era un simple cortesà. Jaume I poqué plantejar així la conquesta de València com una mera intervenció en la guerra civil dels musulmans.

### Jaume I

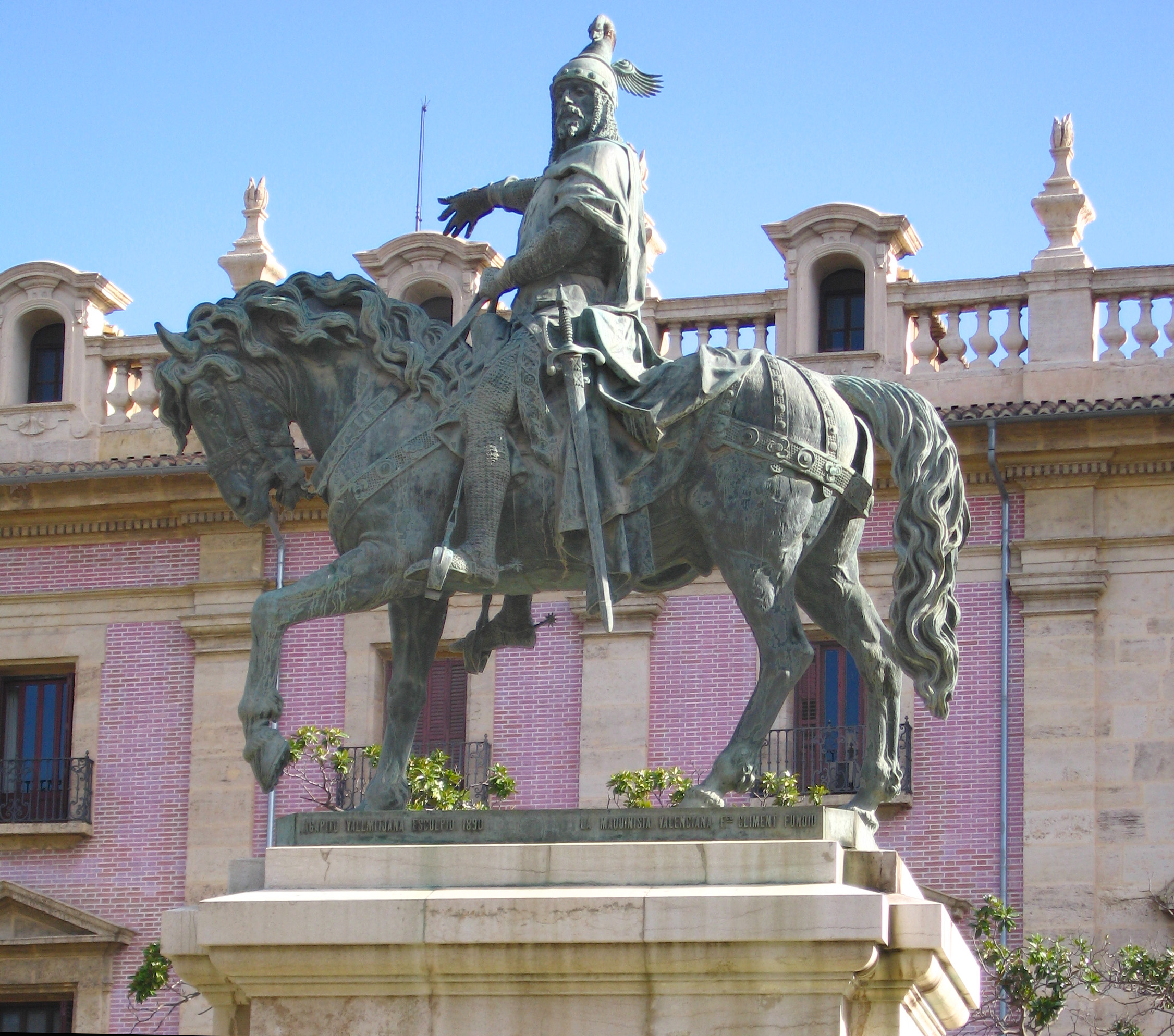
Jaume I, creador del Regne de València

L'any 1233 a Alcanyís dos cavallers, l'occità Hug de Follalquer, mestre dels hospitalers, i l'aragonès Blasco I d'Alagón, que acabava de tornar d'uns anys d'exili a Balànsiya, feren saber al jove rei Jaume I, que pocs anys abans havia conquerit Mallorca en només tres mesos (1229), de les excel·lències del regne musulmà de València i l'animaren a conquerir-lo. A Alcanyís es decidí que la campanya s'inciaria amb la conquesta de Borriana el mateix any 1233. Tres anys després de conquerir Borriana i tots els territoris al nord d'aquesta ciutat, en la primavera de 1236 es conquistà i fortificà el Puig, en una batalla encapçalada per Bernat Guillem de Montpeller, oncle de Jaume I.
Com que el Puig és la posició clau per al domini de L'Horta de València i l'accés nord a Balànsiya, Zayyan ibn Mardanix aplegà un gran exèrcit per tal de reconquistar-lo, però fou vençut en la memorable Batalla del Puig el 20 d'agost de 1237, en la qual Jaume I no prengué part en trobar-se a Lleida. En aquesta batalla prengué part son oncle Bernat Guillem d'Entença, qui tingué una participació destacada.

## El setge
El 22 d'abril de 1238, Jaume I es dirigí al Grau de València per posar setge formal a la ciutat, i establí el seu lloc de comandament a Russafa. Nombrosos cavallers d'Aragó, Catalunya, Provença, i també Alemanya, Hongria, Itàlia, Anglaterra, etc. s'incorporaren al setge, després de les crides del rei i de la butla de croada atorgada pel Papa Gregori IX en febrer de 1237. A mitjans de 1238 el llavors arquebisbe de Tarragona, Pere d'Albalat, cap de la nissaga dels Albalat, va assistir Jaume I oferint-li els seus serveis personals a la croada contra la ciutat de Balasinya a més a més de contribuir 5.000 marcs d'argent a la causa així com un bon contingent de cavallers. El seu germà Benet d'Albalat, noble i cavaller, va ser el comandant de les tropes.
Zayyan ibn Mardanix, en veure's envoltat de tropes cristianes, demanà ajut als sobirans musulmans, però només Abu Zakariya, rei de Tunis, a qui havia enviat Ibn al-Abbar, l'escoltà i envià a Balànsiya un estol de dotze naus, que el 17 d'agost de 1237 arribaren a Balànsiya, però no gosaren desembarcar, perquè la muralla havia començat a ser atacada i incendiada per Jaume I. Com que a la ciutat escassejaven els aliments, Zayyan, perduda tota esperança de socors, inicià els tractes per rendir la ciutat a Jaume I. La mateixa Balànsiya que havia resistit dos anys al Cid, només suportà cinc mesos l'atac de Jaume I, proveït de millor artilleria.
El 22 de setembre se signaren les capitulacions amb la intervenció decisiva de Violant d'Hongria, esposa de Jaume I, en les condicions per a la rendició. Zayyan i els musulmans que volgueren marxar podrien fer-ho al sud del Xúquer i els moros que volgueren quedar-se podien fer-ho segurs, sota el domini cristià. Per fer pública la capitulació, el 28 de setembre de 1238 els moros valencians hissaren a la torre d'Alí Bufat la senyera reial d'Aragó i Catalunya (penó de la conquesta). El dissabte 9 d'octubre de 1238 Jaume I feu l'entrada oficial a la ciutat.

## Conseqüències

### La diòcesi de València
Un cop capturada la Balànsiya islàmica, Pere d'Albalat va consagrar la mesquita com a església cristiana i va ajudar Berenguer de Castellbisbal a l'organització del nou Bisbat de València. D'aquesta manera, Pere d'Albalat va aconseguir que la Seu de València fóra declarada sufragània de la de Tarragona, en oposició frontal a les pretensions del metropolità de Toledo Rodrigo Jiménez de Rada. Deu anys més tard (1248), el seu germà Andreu d'Albalat, frare dominic, fou triat bisbe de València i al 1262 va col·locar la primera pedra de la construcció de la nova Seu.

### El repartiment de la ciutat
Després de la victòria cristiana, la ciutat fou repartida entre aquells que havien participat en la conquesta, de la qual cosa queda testimoni en el Llibre del Repartiment. Jaume I va atorgar a la ciutat unes noves lleis, els Furs, que anys després va fer extensives a tot el Regne de València. Començava així una nova etapa, de la mà d'una nova societat i d'una nova llengua, el català, que va establir les bases del poble valencià tal com el coneixem avui.